# 사이클로알켄
유기화학에서 사이클로알켄(cycloalkene) 또는 사이클로올레핀(cycloolefin)은 탄소 원자로 이루어진 닫힌 고리와 하나 이상의 이중 결합을 포함하지만, 방향족성을 가지지 않는 알켄 탄화수소의 일종이다. 사이클로뷰텐과 사이클로펜텐과 같은 일부 사이클로알켄은 단량체로 사용되어 중합체 사슬을 생성할 수 있다. 기하학적 고려사항으로 인해, 작은 사이클로알켄은 거의 항상 시스 이성질체이며, '시스'라는 용어는 이름에서 생략되는 경향이 있다. 사이클로알켄은 탄소-탄소 이중 결합 사이의 다리 형태로 상당한 p-오비탈 중첩을 필요로 하지만, 이는 분자를 깨뜨릴 수 있는 고리 무리의 증가로 인해 작은 분자에서는 실현 가능하지 않다. 탄소 수가 더 많은 사이클로알켄에서는 CH
2 치환기의 추가가 변형을 감소시킨다. 고리에 탄소가 7개 이하인 트랜스-사이클로알켄은 필요한 고리 변형이 크기 때문에 정상적인 조건에서는 발생하지 않는다. 더 큰 고리(8개 이상의 원자)에서는 이중 결합의 시스-트랜스 이성질체가 발생할 수 있다. 이러한 안정성 패턴은 브레트 규칙의 기원 중 일부를 형성하는데, 이는 알켄이 많은 종류의 다리형 고리 시스템의 브리지헤드에서 형성되지 않는다는 관찰이며, 이는 알켄이 반드시 고리 중 하나에서 트랜스형이어야 하기 때문이다.

## 예시

사이클로프로펜
사이클로뷰텐
사이클로펜텐
시클로헥센
사이클로헵텐
사이클로펜타다이엔
1,3-사이클로헥사다이엔
1,4-사이클로헥사다이엔
사이클로헵타트라이엔
1,5-사이클로옥타다이엔
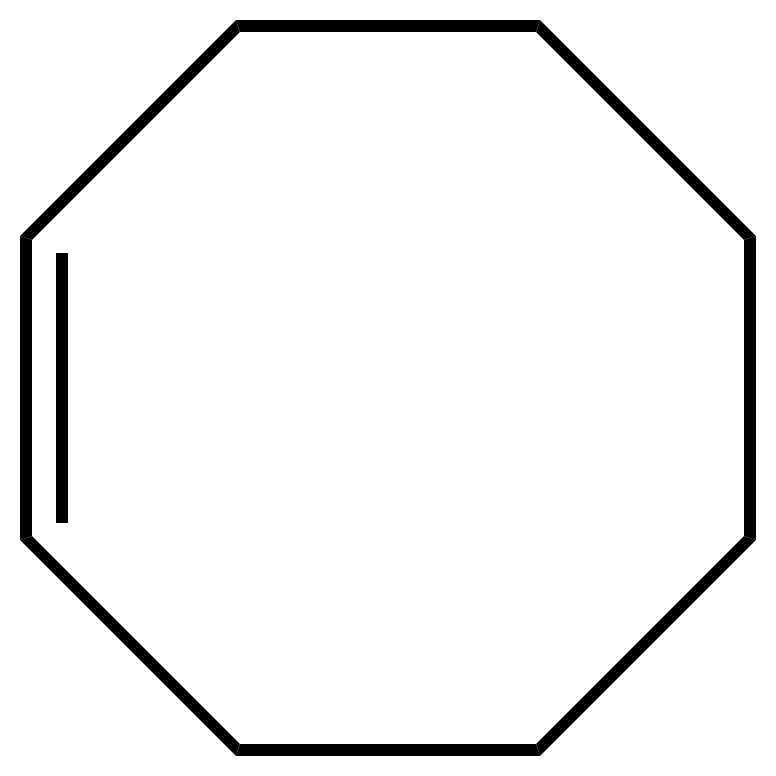
시스-사이클로옥텐
트랜스-사이클로옥텐

## 명명법
사이클로알켄은 알켄과 유사한 명명 체계를 따르지만, 탄소는 이중 결합의 한 탄소에서 시작하여 이중 결합을 통해 고리를 따라 번호가 매겨진다. 이 방법은 인덱스 번호를 작게 유지하는 데 사용된다.

1-메틸사이클로헥센
3-메틸사이클로헥센

## 속성
고리 크기가 작은 사이클로알켄은 같은 크기의 사이클로알케인보다 약 20° 더 많은 결합각 변형을 가진다. 이는 알켄의 결합각 C-C=C가 122°인 반면, 알케인 C-C-C의 결합각은 112°이기 때문이다. 이러한 탄소들이 작은 고리를 형성할 때, 더 큰 결합각을 가진 알켄은 더 많은 결합각 변형을 유발하며 알케인보다 더 많이 압축되어야 한다.
사이클로알켄은 같은 크기의 사이클로알케인보다 융점이 낮다. 융점 저하는 이중 결합이 화합물의 조밀한 패킹을 방해하기 때문이다.
사이클로알켄은 일반적으로 해당 사이클로알케인의 물리적 특성을 반영한다. 물리적 상태로는 작은 사이클로알켄만이 기체이며, 다른 것들은 대부분 액체이다. 이 분자들은 이중 결합의 전자 밀도 변화 증가로 인해 사이클로알케인보다 더 반응성이 높다.

## 트랜스 이성질체
앞서 언급했듯이, 사이클로알켄의 시스 이성질체는 트랜스 이성질체보다 더 높은 안정성을 보이지만, 실험적 및 계산적 수준에서 이러한 특성은 탄소가 10개 이하인 사이클로알켄에만 적용된다. 탄소 수가 증가할수록 트랜스 이성질체가 발생할 가능성도 증가한다. 계산 분석에 의해 분석된 기하학적 고려사항은 다음과 같다.
고리 수가 10개 이상인 사이클로알켄의 가장 안정한 트랜스 이성질체는 표준 기하학적 규범에서 4가지 불규칙성을 보인다. 첫 번째 불규칙성은 C=C를 따라 치환기의 평면이 뒤틀려 있다는 것이다. C=C를 안정 축으로 사용하여 한 탄소의 두 치환기가 같은 평면에 있는 것으로 시각화될 수 있으며, 이는 다른 탄소에도 동일하게 적용된다. 이 평면들은 평면이 아니며, 대신 한 탄소 치환기 평면이 다른 탄소 평면으로부터 멀어지거나 가까워지는 축을 따라 뒤틀린다. 이러한 뒤틀림은 피라미드형 알켄을 형성하는 피라미드화를 초래하며, 이것이 두 번째 불규칙성이다. 일반적으로 뒤틀림 각도가 클수록 탄소 수가 적은 고리에서 발생하며, 탄소 수가 증가함에 따라 감소한다. 피라미드화는 높은 번호의 고리에서 중요하며, 이는 안정성을 위해 p-오비탈 중첩을 증가시키고 비틀림 변형을 줄이기 때문이다.
C=C와 해당 비닐 탄소 사이의 결합 길이도 다양하다. 작은 사이클로알켄에서는 증가된 변형을 설명하기 위해 결합 길이가 균일하게 길어질 것으로 예상되지만, 예를 들어 트랜스-사이클로헵테인(trans-cycloheptane)은 다양한 결합 길이를 가진다. 또한, 트랜스 사이클로헥세인(trans cyclohexanes)의 비닐 탄소는 트랜스-사이클로헵텐(trans-cycloheptene)부터 트랜스-사이클로노넨(trans-cyclononene)(7개 및 9개 탄소 사이클로알켄)까지 해당 시스 이성질체보다 더 긴 결합 길이를 보인다.

## 합성 반응

### 고리 닫힘 복분해
고리 닫힘 복분해는 하나 또는 여러 말단 알켄에서 작용기를 교환하여 사이클로알켄을 형성한다. 이 과정은 두 번째 고리 변형의 입체 화학에 따라 E 또는 Z 형태의 사이클로알켄을 형성하는 데 사용될 수 있다.

### 버치 환원
버치 환원은 방향족 화합물을 사이클로알켄, 특히 사이클로헥사다이엔으로 환원하는 가능한 방법이다.

### 다이엘스-알더 반응
사이클로첨가라고도 불리는 다이엘스-알더 반응은 공액 다이엔과 알켄을 결합하여 사이클로알켄을 형성한다. 이는 결합이 동시에 형성되고 파괴되는 협동 과정이다.

### 고리화 반응
고리화 반응, 즉 분자 내 첨가 반응은 사이클로알켄을 형성하는 데 사용될 수 있다. 이 반응은 주로 사이클로펜텐과 케톤 작용기 두 개를 포함하는 사이클로펜테논을 형성한다. 그러나 사이클로옥타테트라엔과 같은 다른 사이클로알켄도 이 반응의 결과로 형성될 수 있다.
공액 이중 결합 시스템의 반응은 고리화 반응을 통해 사이클로알켄으로 합성될 수 있다. 열 또는 광분해를 가하면 하나의 파이 결합이 시그마 결합이 되어 고리가 닫히고 사이클로알켄이 생성되는 가역 반응이 일어난다.

### 분자 내 맥머리 반응
두 개의 카르보닐 그룹이 결합하여 맥머리 반응을 겪을 때, 특정 조건에서 사이클로알켄이 형성될 가능성이 있다. 두 카르보닐이 같은 분자 내에 있고 서로 충분히 떨어져 있지 않을 때, 분자 내 맥머리 반응을 통해 사이클로알켄이 형성될 수 있다.

## 같이 보기
- 지방족 고리 화합물
- 사이클로알카인
- 사이클로알케인